# Ряполовский, Василий Семёнович Мних
Князь Василий Семёнович Ряполовский, прозванием Мних — воевода, наместник и боярин на службе у Великих князей московских Ивана III и Василия III.
Из княжеского рода Ряполовские. Третий сын князя Семёна Ивановича Хрипуна. Имел братьев, князей: Федора Большого, Фёдора Меньшого и Петра Лобана.
В родословной книге М.Г. Спиридова указан с прозванием "Миних Синюха".

## Биография

### Служба у Ивана III
В Казанском походе 1487 года князь Василий Семёнович был сперва третьим воеводой войск правой руки, а потом вторым воеводой войск левой руки береговой рати, под Казанью его вместе с братом Фёдором, перевели в передовой полк к двоюродному брату князю Семёну Ивановичу Ряполовскому.
В 1492 году с активизацией Русско-литовской войны участвовал в государевом походе в Новгород-Северскую землю, как первый воевода полка левой руки, вторым воеводой был его младший брат Пётр Лобан.
В октябре 1495 года участвовал в чине сына боярского в свите Государя в новгородском государевом походе.
В 1500 году с начала Русско-литовской войны сперва воевода у снаряда (артиллерии), а потом воевода в полку левой руки в походе к  Путивлю.
В Смоленском походе 1502 года, возглавляемом сыном Ивана ІII — Дмитрием Ивановичем, участвовал первым воеводой передового полка, вместе с князьями Семёном Ивановичем Стародубским и Василием Ивановичем Шемячичем.
В 1503 году он был наместником в Брянске и получил указание великого князя давать московским послам возвращающихся из Крымского ханства корм и лошадей до Путивля. В конце этого же года князь Василий Семёнович довёл до сведения великого князя, что Кричевский наместник, Остафий Дашкович вступил в волость Прикладни с деревнями, а кричевцы "чинят многие обиды" русским людям.

#### Служба у Василия III
В апреле 1506 года великий князь Василий III выдал за князя Василия Семёновича Ряполовского свою свояченицу Марию Юрьевну Сабурову, дочь Юрия Константиновича Сверчка Сабурова, о чём князю Ряполовскому сообщили бояре: Яков Захарьин, Григорий Фёдорович, печатник (хранитель печати) Юрий Дмитриевич Траханиот и дьяки. Разряд свадебного поезда не писан. В этом же году, как воевода полка правой руки судовой рати участвовал в большом походе на Казань, против хана Мухаммед-Амина, возглавлявшемся братом Василия III — Дмитрием, который закончился поражением московской рати.
Во время Русско-литовской войны 1507—1508: в 1507 году участвовал в походе на Великое княжество литовское вместе с князьями Семёном Ивановичем Стародубским и Василием Ивановичем Шемячичем, как первый воевода в полку левой руки, а в 1508 году сперва воевода правой, а потом воевода полка левой руки.
В 1509 году второй воевода войск правой руки в Казанском походе.
Во время Русско-литовской войны 1512—1522: в 1513 году в походе на Литву был первым воеводой передового полка в походе и осаде Смоленска.
По родословной росписи показан бездетным.

## Критика
В Российской родословной книге князя П.В. Долгорукова имеется сведение, что князь Василий Семёнович Ряполовский был женат на Елене Ивановне Заболоцкой, пятой дочери Ивана Ивановича Заболоцкого. Возможно, что в первом браке князь Ряполовский был женат на Заболоцкой, а во втором на Сабуровой.